# Cythere sclerochilus
Cythere sclerochilus är en kräftdjursart. Cythere sclerochilus ingår i släktet Cythere och familjen Cytheridae. Inga underarter finns listade i Catalogue of Life.